# 木村重徳
木村 重徳（きむら じゅうとく、生没年不詳）は、江戸時代後期の旗本。名は七右衛門。父は七右衛門。知行は武蔵国、相模国500石。子は万五郎（七右衛門）。木村重勇の子孫。
天保3年（1832年）8月24日、書院番から御船手に昇進。天保9年（1838年）12月15日、小十人頭。
天保14年（1843年）2月8日、職を辞す。